# Duanjiabu (ort i Kina, Shanxi Sheng, lat 38,99, long 112,51)
Duanjiabu är en ort i Kina. Den ligger i provinsen Shanxi, i den norra delen av landet, omkring 120 kilometer norr om provinshuvudstaden Taiyuan. Antalet invånare är 19 061. Befolkningen består av 8 682 kvinnor och 10 379 män. Barn under 15 år utgör 15,0 %, vuxna 15-64 år 74 %, och äldre över 65 år 9,0 %.
Runt Duanjiabu är det ganska tätbefolkat, med 185 invånare per kvadratkilometer. Det finns inga andra samhällen i närheten. Trakten runt Duanjiabu består i huvudsak av gräsmarker.
Genomsnittlig årsnederbörd är 600 millimeter. Den regnigaste månaden är juli, med i genomsnitt 168 mm nederbörd, och den torraste är januari, med 3 mm nederbörd.